# Jin Sun-Yu
Jin Sun-Yu (n. 17 decembrie 1988, Daegu, Coreea de Sud) este o sportivă ce a reprezentat Coreea de Sud, medaliată olimpică. A participat la o ediție a Jocurilor Olimpice (2006) în care a câștigat 3 medalii de aur.